# Долидзе, Григол
Григол Долидзе (груз. გრიგოლ დოლიძე; 25 октября 1982, Ланчхути, Грузинская ССР) — грузинский футболист, полузащитник клуба «Самгурали». Сыграл один матч за сборную Грузии.

## Биография

### Клубная карьера
Начинал профессиональную карьеру в низших лигах Грузии, выступая за фарм-клуб «Гурии» и клуб «Мерцхали». В высшей лиге Грузии дебютировал в сезоне 2003/04 в составе клуба «Спартак» Тбилиси, за который сыграл 17 матчей. По ходу сезона перешёл в клуб «Сиони», где в оставшейся части сезона провёл только 3 игры, но выиграл с командой чемпионат Грузии. Затем стал основным игроком команды, в которой провёл ещё полтора сезона. По ходу сезона 2005/06 перешёл в «Амери», с которым дважды стал обладателем Кубка Грузии.
Летом 2008 года Долидзе подписал контракт с азербайджанским клубом «Симург». В чемпионате Азербайджана он сыграл 17 матчей и спустя сезон вернулся в Грузию. В 2009 году присоединился к тбилисскому «Динамо», но за команду не выступал. Летом 2010 года Долидзе стал игроком клуба «Олимпи», за который провёл два матча в отборочном турнире Лиги чемпионов УЕФА против казахстанского «Актобе». Всего через месяц он перешёл в другой грузинский клуб «Баия», где провёл полгода. В дальнейшем выступал за «Торпедо» Кутаиси, «Дила», «Зестафони», «Самтредиа» и «Шукура». В составе «Торпедо» Кутаиси Долидзе выступал с 2011 по 2013 год и снова с 2016 по 2019 год. В 2017 году вместе с клубом он стал чемпионом Грузии, а в 2016 и 2018 годах выигрывал Кубок Грузии.
В 2020 году перешёл в клуб первой лиги Грузии «Самгурали». По итогам сезона 2020 «Самгурали» занял второе место в первой лиге и вернулся в высшую лигу после победы в стыковых матчах против «Чихуры», а также дошёл до финала Кубка Грузии, в котором уступил клубу «Гагра» в серии пенальти.

### Карьера в сборной
Единственный матч за сборную Грузии провёл 12 сентября 2007 года, сыграв 76 минут в товарищеском матче со сборной Азербайджана. В дальнейшем он вызывался в сборную в 2013 и 2014 годах, но на поле больше не выходил.

## Достижения
«Сиони»
- Чемпион Грузии: 2003/04

«Амери»
- Обладатель Кубка Грузии: 2005/06, 2006/07

«Торпедо» Кутаиси
- Чемпион Грузии: 2017
- Обладатель Кубка Грузии (2): 2016, 2018
- Обладатель Суперкубка Грузии (2): 2018, 2019